# عبدالله بن رشید
عبدالله بن رشید (عربی: عبدالله بن علی الرشید) امارت جبل شمر را تأسیس کرد، و از سال ۱۸۳۶ تا ۱۸۴۸ بر آن حکومت کرد. تحت رهبری وی، سلسله آل رشید با دولت دوم سعودی در نجد و امپراتوری عثمانی در عراق درگیر شد. سرانجام امارت جبل شمر در سال ۱۹۲۱ به دست سعودی‌ها افتاد.